# International Academy of Quantum Molecular Science
Die International Academy of Quantum Molecular Science (IAQMS) ist eine wissenschaftliche Gesellschaft für Quantenchemie.
Die Akademie wurde 1967 in Menton von den Professoren Raymond Daudel und Bernard Pullman aus Frankreich, Per-Olov Löwdin aus Schweden und Robert G. Parr und John A. Pople aus den USA gegründet unter Schirmherrschaft von Louis de Broglie. Zu den Gründungsmitgliedern gehörten auch Charles Coulson und Clemens C. J. Roothaan. Ursprünglich gab es reguläre und Senior-Mitglieder und eine Begrenzung der Mitglieder, was beides 2007 aufgehoben wurde. Die Mitgliedschaft gilt als Ehrung.
Sie organisieren im Abstand von drei Jahren Kongresse über Quantenchemie (International Congress of Quantum Chemistry), zuerst 1973 in Menton. Der 16. Kongress fand 2018 wieder in Menton statt. Er alterniert mit dem WATOC-Kongress.
Jährlich wird eine Medaille an Nachwuchswissenschaftler verliehen (Altersbeschränkung 40 Jahre).